# العلاقات التركية الساموية
العلاقات التركية الساموية هي العلاقات الثنائية التي تجمع بين تركيا وساموا.

## مقارنة بين البلدين
هذه مقارنة عامة ومرجعية للدولتين:
| وجه المقارنة                                              | تركيا         | ساموا                        |
| --------------------------------------------------------- | ------------- | ---------------------------- |
| المساحة (كم2)                                             | 783.56 ألف    | 2.84 ألف                     |
| عدد السكان (نسمة)                                         | 80.14 مليون   | 196.44 ألف                   |
| الكثافة السكانية (ن./كم²)                                 | 102.28        | 69.17                        |
| العاصمة                                                   | أنقرة         | أبيا                         |
| اللغة الرسمية                                             | اللغة التركية | لغة إنجليزية، اللغة الساموية |
| العملة                                                    | ليرة تركية    | تالا ساموي                   |
| الناتج المحلي الإجمالي (بليون دولار)                      | 851.10 مليار  | 856.63 مليون                 |
| الناتج المحلي الإجمالي (تعادل القوة الشرائية) بليون دولار | 1.57 تريليون  | 1.15 مليار                   |
| الناتج المحلي الإجمالي الاسمي للفرد دولار أمريكي          | 9.12 ألف      | 3.94 ألف                     |
| الناتج المحلي الإجمالي للفرد دولار أمريكي                 | 19.79 ألف     | 5.79 ألف                     |
| مؤشر التنمية البشرية                                      | 0.761         | 0.702                        |
| رمز المكالمات الدولي                                      | +90           | +685                         |
| رمز الإنترنت                                              | .tr           | .ws                          |
| المنطقة الزمنية                                           | ت ع م+03:00   | ت ع م+13:00                  |

## منظمات دولية مشتركة
يشترك البلدان في عضوية مجموعة من المنظمات الدولية، منها:
| علم المنظمة | اسم المنظمة                                                | تاريخ انضمام تركيا | تاريخ انضمام ساموا |
| ----------- | ---------------------------------------------------------- | ------------------ | ------------------ |
|             | بنك التنمية الآسيوي                                        | 1991               | 1966               |
|             | مؤسسة التنمية الدولية                                      | 22 ديسمبر 1960     | 28 يونيو 1974      |
|             | يونسكو                                                     | 4 نوفمبر 1946      | 3 أبريل 1981       |
|             | وكالة ضمان الاستثمار متعدد الأطراف                         | 3 يونيو 1988       | 27 سبتمبر 2002     |
|             | الأمم المتحدة                                              | 24 أكتوبر 1945     | 15 ديسمبر 1976     |
|             | العملية المشتركة للاتحاد الأفريقي والأمم المتحدة في دارفور | ?                  | ?                  |
|             | الاتحاد البريدي العالمي                                    | ?                  | ?                  |
|             | البنك الدولي للإنشاء والتعمير                              | 11 مارس 1947       | 28 يونيو 1974      |
|             | الاتحاد الدولي للاتصالات                                   | 1866               | 7 أكتوبر 1988      |
|             | منظمة حظر الأسلحة الكيميائية                               | ?                  | ?                  |
|             | مؤسسة التمويل الدولية                                      | 19 ديسمبر 1956     | 28 يونيو 1974      |
|             | المركز الدولي لتسوية المنازعات الاستشارية                  | 2 أبريل 1989       | 25 مايو 1978       |
|             | منظمة التجارة العالمية                                     | 26 مارس 1995       | ?                  |
|             | منظمة الشرطة الجنائية الدولية                              | ?                  | ?                  |

## وصلات خارجية
- موقع وزارة الخارجية التركية